# أغوي (أسطورة)
أغوي (بالإنجليزية: Agwe)‏ في الأساطير الأفريقية تعتبر أغوي أم البحر، وهي تحب البشر الذين يكرمونها وتغذيهم. هي مَن يحكم البحر والأسماك والنباتات المائية، بالإضافة إلى رعاية الصيادين والبحارة في الفودو، خاصة في هايتي. إنها متزوجة من إيرزولي فريدا ولا سيرين.